# European Information Technology Observatory
Das European Information Technology Observatory, abgekürzt EITO, ist eine Europäische Initiative. Sie publiziert seit 1993 Marktdaten zur Informations- und Kommunikationstechnologie sowie Unterhaltungselektronik in Europa.
Das EITO verdankt seine Existenz einer Initiative von Enore Deotto (Mailand, † 2008) und der Unterstützung durch Luis-Alberto Petit Herrera (Madrid), Jörg Schomburg (Hannover) und Günther Möller (Frankfurt am Main). Von 1993 bis 2007 wurden die Marktdaten als Jahrbuch veröffentlicht (EITO yearbook) und sind seit 2008 spezifiziert nach Ländern oder Marktsegment über ein Onlineportal bestellbar.
Seit 2008 leitet die Bitkom Research GmbH das EITO und kooperiert mit den Marktforschungsinstituten GfK und International Data Corporation. Außerdem fließt über die EITO Task Force die Expertise von EITO-Partnerverbänden aus 11 europäischen Ländern ein. Die Task Force besteht aus 22 ITK-Marktexperten, die von den EITO-Partnerverbänden und EITO-Sponsoren berufen werden. Ihre Arbeit wird zudem von der Europäischen Kommission und der OECD unterstützt.